# 2019–2020-as női EHF-bajnokok ligája
A 2019–2020-as női EHF-bajnokok ligája az európai női kézilabda-klubcsapatok legrangosabb tornájának 27. kiírása. A címvédő a Győri Audi ETO KC csapata. Magyarországról két csapat kvalifikálta magát, a  bajnoki címvédő Győri Audi ETO KC és az ezüstérmes FTC-Rail Cargo Hungaria is selejtező nélkül, automatikusan főtáblára került.
A legjobb négy csapat az elmúlt hat szezonban alkalmazott Final Four keretében döntötte volna el a bajnoki cím sorsát 2020. május 9-10-én Budapesten, a Papp László Sportarénában. A koronavírus-járvány miatt ezt az időpontot először szeptember 3-4-re módosították, majd végül úgy döntöttek, hogy a csoportmérkőzések után befejezettnek tekintik a szezont.

## Csapatok
15 csapat jutott közvetlenül a csoportkörbe. Négy csapat indult a selejtezőben, amelyet egyenes kieséses rendszerben bonyolítottak le, amelynek győztese jutott a főtáblára.
| Csoportkör          | Csoportkör              | Csoportkör          | Csoportkör                |  |
| ------------------- | ----------------------- | ------------------- | ------------------------- |  |
| Podravka Koprivnica | Team Esbjerg            | Metz Handball       | Brest Bretagne Handball   |  |
| SG BBM Bietigheim   | FTC-Rail Cargo Hungaria | Győri Audi ETO KCCV | Budućnost                 |  |
| Vipers Kristiansand | MKS Perla Lublin        | CSM București       | CS Oltchim Râmnicu Vâlcea |  |
| Krim                | IK Sävehof              | Rosztov-Don         |                           |  |
| Selejtező torna     |                         |                     |                           |  |
| DHK Baník Most      | Rocasa Gran Canaria     | ŽORK Jagodina       | Kastamonu Belediyesi GSK  |  |

## Selejtezők
A selejtezőben induló négy csapat egy hétvégi egyenes kieséses rendszerben lebonyolított kupán harcolhatta ki a főtáblára jutást. A mérkőzéseket 2019. szeptember 7-8-án játszották a cseh bajnok, DHK Baník Most otthonában, Mostban. A második és harmadik helyezett az EHF-kupa selejtezőjének harmadik fordulójába került, míg a negyedik helyezett az EHF-kupa selejtezőjének második fordulójába.

### Selejtezőcsoport
A selejtezőcsoport mérkőzéseit a DHK Baník Most otthonában Csehországban, Mostban rendezték.
|  |                     |                     |               |               |    |                |                |       |
|  | Elődöntők           | Elődöntők           | Elődöntők     |               |    | Döntő          | Döntő          | Döntő |
|  | Elődöntők           | Elődöntők           | Elődöntők     |               |    | Döntő          | Döntő          | Döntő |
|  | szeptember 7.       |                     |               |               |    |                |                |       |
|  |                     |                     |               |               |    |                |                |       |
|  | Rocasa Gran Canaria | Rocasa Gran Canaria | 21            |               |    |                |                |       |
|  | Rocasa Gran Canaria | Rocasa Gran Canaria | 21            | szeptember 8. |    |                |                |       |
|  | DHK Baník Most      | DHK Baník Most      | 28            |               |    |                |                |       |
|  | DHK Baník Most      | DHK Baník Most      | 28            |               |    | DHK Baník Most | DHK Baník Most | 35    |
|  | szeptember 7.       |                     |               |               |    | DHK Baník Most | DHK Baník Most | 35    |
|  |                     |                     | Kastamonu GSK | Kastamonu GSK | 33 |                |                |       |
|  | Kastamonu GSK       | Kastamonu GSK       | Kastamonu GSK | Kastamonu GSK | 33 | 31             |                |       |
|  | Kastamonu GSK       | Kastamonu GSK       |               |               |    |                |                |       |
|  | ŽORK Jagodina       | ŽORK Jagodina       | 15            |               |    |                |                |       |
|  | ŽORK Jagodina       | ŽORK Jagodina       | 15            | Bronzmérkőzés |    |                |                |       |
|  |                     |                     |               |               |    |                |                |       |
|  | szeptember 8.       |                     |               |               |    |                |                |       |
|  |                     |                     |               |               |    |                |                |       |
|  | Rocasa Gran Canaria | Rocasa Gran Canaria | 28            |               |    |                |                |       |
|  | Rocasa Gran Canaria | Rocasa Gran Canaria | 28            |               |    |                |                |       |
|  | ŽORK Jagodina       | ŽORK Jagodina       | 15            |               |    |                |                |       |
|  | ŽORK Jagodina       | ŽORK Jagodina       | 15            |               |    |                |                |       |

## Csoportkör
A csoportkörben a 16 résztvevő csapatot négy darab négycsapatos csoportra osztották. A csoporton belül a csapatok oda-vissza vágós rendszerű körmérkőzést játszottak egymással. A csoportok első három helyezettjei jutottak a középdöntőbe, ahová az egymás ellen elért eredményeiket továbbvitték.

### A csoport
| #  | Csapat                  | M | Gy | D | V | G+  | G–  | Gk  | P  |
| -- | ----------------------- | - | -- | - | - | --- | --- | --- | -- |
| 1. | Metz Handball           | 6 | 4  | 2 | 0 | 194 | 158 | +36 | 10 |
| 2. | Vipers Kristiansand     | 6 | 3  | 1 | 2 | 178 | 168 | +10 | 7  |
| 3. | FTC-Rail Cargo Hungaria | 6 | 2  | 1 | 3 | 167 | 180 | –13 | 5  |
| 4. | RK Podravka Koprivnica  | 6 | 1  | 0 | 5 | 161 | 194 | –33 | 2  |

| MET   | VIP   | FTC   | POD   |
| ----- | ----- | ----- | ----- |
|       | 26–17 | 24–24 | 40–26 |
| 38–38 |       | 31–22 | 34–28 |
| 28–34 | 29–34 |       | 37–31 |
| 25–32 | 25–24 | 26–27 |       |

### B csoport
| #  | Csapat           | M | Gy | D | V | G+  | G–  | Gk  | P |
| -- | ---------------- | - | -- | - | - | --- | --- | --- | - |
| 1. | Rosztov-Don      | 6 | 4  | 1 | 1 | 167 | 143 | +24 | 9 |
| 2. | Team Esbjerg     | 6 | 4  | 0 | 2 | 167 | 149 | +18 | 8 |
| 3. | CSM București    | 6 | 3  | 1 | 2 | 153 | 131 | +22 | 7 |
| 4. | MKS Perla Lublin | 6 | 0  | 0 | 6 | 123 | 187 | –64 | 0 |

| ROS   | ESB   | CSM   | LUB   |
| ----- | ----- | ----- | ----- |
|       | 34–26 | 23–22 | 31–21 |
| 31–26 |       | 22–24 | 35–22 |
| 23–23 | 21–25 |       | 35–19 |
| 20–30 | 22–28 | 19–28 |       |

### C csoport
| #  | Csapat              | M | Gy | D | V | G+  | G–  | Gk  | P  |
| -- | ------------------- | - | -- | - | - | --- | --- | --- | -- |
| 1. | Brest Bretagne      | 6 | 6  | 0 | 0 | 201 | 169 | +32 | 12 |
| 2. | Budućnost Podgorica | 6 | 4  | 0 | 2 | 168 | 157 | +11 | 8  |
| 3. | SCM Râmnicu Vâlcea  | 6 | 1  | 0 | 5 | 148 | 165 | –17 | 2  |
| 4. | SG BBM Bietigheim   | 6 | 1  | 0 | 5 | 171 | 197 | –26 | 2  |

| BRE   | BUD   | VAL   | BIE   |
| ----- | ----- | ----- | ----- |
|       | 32–28 | 37–24 | 36–30 |
| 32–35 |       | 23–19 | 34–28 |
| 23–26 | 20–21 |       | 34–27 |
| 32–35 | 23–30 | 31–28 |       |

### D csoport
| #  | Csapat            | M | Gy | D | V | G+  | G–  | Gk  | P  |
| -- | ----------------- | - | -- | - | - | --- | --- | --- | -- |
| 1. | Győri Audi ETO KC | 6 | 6  | 0 | 0 | 216 | 147 | +69 | 12 |
| 2. | IK Sävehof        | 6 | 2  | 1 | 3 | 148 | 166 | –18 | 5  |
| 3. | Krim              | 6 | 2  | 0 | 4 | 158 | 170 | –12 | 4  |
| 4. | DHK Baník Most    | 6 | 1  | 1 | 4 | 151 | 190 | –39 | 3  |

| ETO   | SAV   | KRI   | DHK   |
| ----- | ----- | ----- | ----- |
|       | 35–23 | 31–26 | 35–29 |
| 27–36 |       | 21–25 | 24–19 |
| 21–33 | 26–28 |       | 29–31 |
| 21–46 | 25–25 | 26–31 |       |

## Középdöntő
A csoportkörből továbbjutó csapatokat a középdöntőben két csoportba sorolták. Az A és B csoportból az 1-es középdöntőcsoportba, a C és D csoportból pedig a 2-es középdöntőcsoportba kerültek a csapatok. A középdöntőcsoportokon belül oda-vissza vágós rendszerű körmérkőzést játszottak volna a csapatok úgy, hogy az azonos csoportból érkezők nem játszanak újból egymással, nekik a csoportmérkőzések eredményei számítanak a tabellába. A csoportok első négy helyén végző csapatai jutottak volna tovább a negyeddöntőbe.
A koronavírus-járvány miatt a szezont a csoportkör után lezárták, középdöntő-mérkőzésre így nem került sor.

### 1 csoport
| #  | Csapat                  | M | Gy | D | V | G+  | G–  | Gk  | P |
| -- | ----------------------- | - | -- | - | - | --- | --- | --- | - |
| 1. | Metz Handball           | 5 | 3  | 2 | 0 | 145 | 127 | +18 | 8 |
| 2. | Team Esbjerg            | 5 | 3  | 0 | 2 | 139 | 136 | +3  | 6 |
| 3. | Vipers Kristiansand     | 5 | 2  | 1 | 2 | 151 | 150 | +1  | 5 |
| 4. | Rosztov-Don             | 5 | 2  | 1 | 2 | 126 | 125 | +1  | 5 |
| 5. | FTC-Rail Cargo Hungaria | 5 | 1  | 1 | 3 | 136 | 146 | –10 | 3 |
| 6. | CSM București           | 5 | 1  | 1 | 3 | 113 | 126 | –13 | 3 |

| MET   | ESB   | VIP   | ROS   | FTC   | CSM   |
| ----- | ----- | ----- | ----- | ----- | ----- |
|       | –     | 26–17 | 23–20 | 24–24 | –     |
| –     |       | –     | 31–26 | –     | 22–24 |
| 38–38 | 31–35 |       | –     | 31–22 | –     |
| –     | 34–26 | –     |       | –     | 23–22 |
| 28–34 | –     | 29–34 | –     |       | 33–23 |
| –     | 21–25 | –     | 23–23 | –     |       |

### 2 csoport
| #  | Csapat              | M | Gy | D | V | G+  | G–  | Gk  | P |
| -- | ------------------- | - | -- | - | - | --- | --- | --- | - |
| 1. | Győri Audi ETO KC   | 5 | 4  | 1 | 0 | 162 | 124 | +38 | 9 |
| 2. | Brest Bretagne      | 5 | 4  | 1 | 0 | 157 | 134 | +23 | 9 |
| 3. | Budućnost Podgorica | 5 | 3  | 0 | 2 | 134 | 131 | +3  | 6 |
| 4. | SCM Râmnicu Vâlcea  | 5 | 1  | 0 | 4 | 117 | 123 | –6  | 2 |
| 5. | IK Sävehof          | 5 | 1  | 0 | 4 | 124 | 152 | –28 | 2 |
| 6. | Krim                | 5 | 1  | 0 | 4 | 114 | 144 | –30 | 2 |

| ETO   | BRE   | BUD   | VAL   | SAV   | KRI   |
| ----- | ----- | ----- | ----- | ----- | ----- |
|       | 27–27 | –     | –     | 35–23 | 31–26 |
| –     |       | 32–28 | 37–24 | –     | –     |
| –     | 32–35 |       | 23–19 | 30–25 | –     |
| –     | 23–26 | 20–21 |       | –     | 31–16 |
| 27–36 | –     | –     | –     |       | 21–25 |
| 21–33 | –     | –     | –     | 26–28 |       |

## Egyenes kieséses szakasz

### Negyeddöntők
A negyeddöntőket nem rendezték meg, mivel a csoportkör után a szezont megszakíották.

### Final Four
A Final Four mérkőzéseit nem rendezték meg, mivel a csoportkör után a szezont megszakíották.

## Statisztikák

### Góllövőlista
| #   | Játékos              | Csapat                  | Gól |
| --- | -------------------- | ----------------------- | --- |
| 1.  | Jovanka Radičević    | Budućnost               | 59  |
| 2.  | Klujber Katrin       | FTC-Rail Cargo Hungaria | 47  |
| 3.  | Ana Gros             | Brest Bretagne Handball | 46  |
| 4.  | Stine Bredal Oftedal | Győri Audi ETO KC       | 40  |
| 4.  | Grâce Zaadi          | Metz Handball           | 40  |
| 6.  | Sonja Frey           | Team Esbjerg            | 38  |
| 7.  | Heidi Løke           | Vipers Kristiansand     | 37  |
| 7.  | Dejana Milosavljević | Podravka Koprivnica     | 37  |
| 9.  | Dominika Zachová     | DHK Baník Most          | 35  |
| 10. | Estelle Nze Minko    | Győri Audi ETO KC       | 34  |
| 10. | Estavana Polman      | Team Esbjerg            | 34  |

Utolsó frissítés: 2020. január 26.

## Díjak

### All-Star csapat
A félbeszakított szezonban álomcsapatát 2020. június 5-én jelentették be.
| Kapus      | Amandine Leynaud  | Győri Audi ETO KC  |
| Balszélső  | Sanna Solberg     | Team Esbjerg       |
| Balátlövő  | Cristina Neagu    | CSM București      |
| Irányító   | Stine Oftedal     | Győri Audi ETO KC  |
| Beállós    | Asma Elghaoui     | SCM Râmnicu Vâlcea |
| Jobbátlövő | Anna Vjahireva    | Rosztov-Don        |
| Jobbszélső | Jovanka Radičević | CSM București      |

## Külső hivatkozások
- Hivatalos oldal